# Antonia
Antonia ist ein weiblicher Vorname, der in einer Vielzahl von Sprachen gebräuchlich ist.

## Herkunft und Bedeutung
Antonia ist die weibliche Form von Antonius und bezeichnet ursprünglich die Herkunft aus der römischen Gens Antonia.
Die Herkunft des Gentilnamens ist nicht endgültig geklärt. Möglich sind folgende Herleitungen:
- etruskische Herkunft, unbekannte Bedeutung
- griechische Herkunft, Zusammensetzung aus  ἀντἰ anti und ὤνιος ōnios: „preiswürdig, unschätzbar, unverkäuflich“
- lateinische Herkunft: antius: „Leiter“, „Häuptling“

## Verbreitung

### International
Der Name Antonia ist international verbreitet.
In Österreich nahm die Popularität des Namens in den vergangenen Jahren zu, sodass er im Jahr 2020 auf Rang 35 der Hitliste stand. Auch in Italien wurde der Name zuletzt etwas häufiger vergeben, jedoch verpasste Antonia dort im Jahr 2020 den Einzug in die Top-100.
In Spanien gehörte Antonia lange Zeit zu den beliebtesten Mädchennamen. Ab den 1960er Jahren sank die Popularität stetig. Heute wird der Name nur noch selten vergeben.

### Deutschland
Der Name Antonia ist in Deutschland seit dem Mittelalter bekannt, jedoch wurde er lange selten vergeben. Ende der 1960er Jahre nahm seine Beliebtheit zu, sodass er um die Jahrtausendwende zu den beliebtesten Mädchennamen gehörte. Die bislang höchste Platzierung erreichte der Name im Jahr 1998 mit Rang 9. Seitdem wird er wieder etwas seltener vergeben. Im Jahr 2021 belegte er Rang 52 in der Hitliste.

## Varianten
- Bulgarisch: Антония Antonija, Антонина Antonina
  - Diminutiv: Донка Donka
- Englisch:
  - Diminutiv: Antonette, Nia, Tawnya, Toni, Tonia, Tonya
- Finnisch: Antonie
  - Diminutiv: Toini
- Französisch:
  - Diminutiv: Antoinette, Toinette
- Griechisch: Αντωνία Antōnía
- Italienisch: Antonina
  - Latein: Antonina
  - Diminutiv: Antonella, Antonietta, Nella, Tonina
- Kroatisch: Antonija
  - Diminutiv: Antea, Antica, Antonela, Nela, Tonka
- Lettisch: Antonija
- Niederländisch: 
  - Diminutiv: Teuna
- Portugiesisch: Antónia
  - Brasilianisch: Antônia
  - Galicisch: Antía
  - Diminutiv: Antonieta
- Serbisch: Антонија Antonija
- Slowakisch: Antónia
- Slowenisch: Antonija
  - Diminutiv: Tonka
- Tschechisch: Antonie
- Ungarisch: Antónia

Für männliche Varianten: siehe Anton

## Namenstage
- 27. Januar: nach Antonia Werr
- 6. Mai: nach Antonia von Cirta
- 29. Februar: nach Antonia von Florenz[10]

## Bekannte Namensträgerinnen

### Einzelname
(Chronologische Reihenfolge)
- Antonia, Gattin von Marcus Antonius
- Antonia, Tochter von Marcus Antonius Orator
- Antonia, Tochter von Marcus Antonius
- Antonia die Ältere (* 39 v. Chr.), Tochter des Marcus Antonius, Großmutter Neros
- Antonia die Jüngere (36 v. Chr. – 37 n. Chr.), Tochter des Marcus Antonius, Mutter des Claudius
- Antonia Tryphaina (15 v. Chr. – ≈49 n. Chr.), Königin von Pontos
- Claudia Antonia (≈30–65), Tochter des Claudius
- Antonia Caenis († 73/74), Privatsekretärin der jüngeren Antonia und Konkubine des römischen Kaisers Vespasian
- Antonia Gordiana, Tochter des römischen Kaisers Gordian I. und die Mutter des Kaisers Gordian III.
- Antonia von Württemberg (1613–1679)
- Maria Antonia von Österreich (1669–1692), einzige überlebende Tochter von Kaiser Leopold I.
- Maria Antonia von Bayern (1724–1780), Ehefrau des Kurfürsten von Sachsen
- Maria Antonia von Spanien (1729–1785), Infantin von Spanien und Königin von Sardinien-Piemont
- Maria Antonia Josepha Johanna Erzherzogin von Österreich (1755–1793), Königin von Frankreich, siehe Marie-Antoinette
- Maria Antonia Anna von Hohenzollern-Hechingen (1760–1797), Fürstin zu Fürstenberg-Stühlingen
- Maria Antonia von Neapel-Sizilien (1784–1806), Prinzessin von Bourbon-Sizilien, Fürstin von Asturien und Infantin von Spanien
- Maria Antonia von Neapel-Sizilien (1814–1898), Prinzessin von Bourbon-Sizilien und Großherzogin der Toskana
- Antonia Maria von Portugal (1845–1913), Infantin von Portugal
- Maria Antonia von Neapel-Sizilien (1851–1938), Prinzessin von Neapel-Sizilien
- Maria Antonia von Portugal (1862–1959), Infantin von Portugal
- Antonia von Luxemburg (1899–1954), letzte bayerische Kronprinzessin
- Antonja, geb. Sandra Stumptner (* 1980), österreichische Schlagersängerin (Antonia aus Tirol)

### Vorname
(Alphabetische Reihenfolge)
- Antonia Arslan (* 1938), armenische Archäologin
- Antonija Balek (* 1968), kroatische Behindertensportlerin in der Leichtathletik
- Antonia Christina Basilotta (* 1943), US-amerikanische Popsängerin und Choreografin, siehe Toni Basil
- Antonia Becherer (* 1963), deutsche Eistänzerin
- Antonia Bembo (≈1640–1720), italienische Komponistin und Sängerin
- Johanna Antonia Josepha Edle von Birkenstock (1780–1869), vermutlich die legendäre „Unsterbliche Geliebte“ von Ludwig van Beethoven, siehe Antonie Brentano
- Maria Antonia von Branconi, geb. von Elsener (1746–1793), Mätresse des Erbprinzen Karl Wilhelm Ferdinand von Braunschweig
- Antonia Breidenbach (* 1996), deutsche Schauspielerin
- Antonia Bruha, geb. Spath (1915–2006), österreichische Widerstandskämpferin und Buchautorin
- Antonia Susan Byatt (1936–2023), britische Schriftstellerin, siehe A. S. Byatt
- Antonia Campbell-Hughes (* 1982), irische Schauspielerin
- Antonia Carel (1853–1930), deutsche Schriftstellerin
- Antonia Dietrich (1900–1975), deutsche Theaterschauspielerin
- Antonia Döring (* 1997), deutsche Schauspielerin
- Antonia Johanna Dragt (1930–2024), niederländische (Kinder- und Jugendbuch)-Schriftstellerin, siehe Tonke Dragt
- Antonia Fahberg (1928–2016), österreichisch-deutsche Opern-, Operetten-, Lied- und Oratoriensängerin
- Antonia Fenn (* 1970), deutsche Filmeditorin und Filmregisseurin
- Antonia M. Fennelly Catoire (* 1945), amerikanische Schriftstellerin, siehe Tony Fennelly
- Antónia Ferreira (1811–1896), portugiesische Unternehmerin
- Antonia Fotaras (* 1999), italienische Schauspielerin
- Antonia Fraser, CBE (* 1932), britische Historikerin und Bestseller-Autorin
- Antónia Freitas (* 1957), Kampfname Floyer, ehemalige osttimoresische Unabhängigkeitsaktivistin
- Antonia Fulss (* 2003), deutsche Schauspielerin
- Antonia Frederick Futterer (1871–1951), Australien stammender US-amerikanischer Bibelforscher und Prediger
- Antonia Garrn (* 1992), deutsches Model, siehe Toni Garrn
- Antonia-Alexa Georgiew (* 1985), deutsche Violinistin
- Antonia Göransson (* 1990), schwedische Fußballspielerin
- Antonia Gössinger (* 1958), österreichische Journalistin
- Antonia Grunenberg (* 1944), deutsche Professorin für Politikwissenschaft
- Antonia Haacke (* 1967), deutsche Unternehmerin und ehemalige Synchronsprecherin
- Antonia Hilke (1922–2009), deutsche Modejournalistin
- Antonia Hillberg (* 1997), deutsche Politikerin (SPD)
- Antonia Holfelder (* 1971), deutsche Schauspielerin
- Antonia Iacobescu (* 1989), rumänisch-US-amerikanische Sängerin
- Antonia Johnson (* 1943), schwedische Unternehmerin
- Antonia Jungwirth (* 1992), deutsche Schauspielerin
- Antonia Kidman (* 1970), australische Journalistin, Fernsehmoderatorin und Produzentin
- Antonia Knupfer (* 1992), deutsche Fußballspielerin
- Antonia Kwiatkowska  (≈1840–1887), Ehefrau und Sekretärin des russischen Michail Bakunin
- Antonia Langsdorf (* 1962), Chefastrologin des TV-Senders RTL
- Antonia Lerch (* 1949), deutsche Filmregisseurin, Drehbuchautorin und Filmeditorin
- Antonia Limacher (* 1953), Schweizer Komikerin
- Antonia Liskova (* 1977), italienisch-slowakische Schauspielerin
- Edvige Antonia Albina Maino (* 1946), indische Politikerin, siehe Sonia Gandhi
- Antonia Matt (1878–1958), österreichische Schaustellerin
- Antonia Maury (1866–1952), US-amerikanische Astronomin
- Antonia Michaelis (* 1979), deutsche Kinder- und Jugendbuchautorin
- Antonia Moraiti (* 1977), griechische Wasserballspielerin
- Antonia Münchow (* 1994), deutsche Schauspielerin
- Antonia Niedermaier (* 2003), deutsche Skibergsteigerin und Radrennfahrerin
- Antonia Pallerini (auch Antonietta P.; 1790–1870), italienische Tänzerin und Ballett-Pantomimin
- Antonia Pemberton (* 1927), britische Schauspielerin
- Antonia Pesadori (1798–1834), Dresdner Pianistin, Klavierlehrerin und Komponistin
- Antonia Peters (* 1958), deutsche Autorin und Aktivistin für seelische Gesundheit
- Antonia Palacios (1904–2001), venezolanische Schriftstellerin
- Antonia Pozzi (1912–1938), italienische Dichterin
- Antonia Prebble (* 1984), neuseeländische Schauspielerin
- Antonia Pütz (* 1987), deutsche Handballspielerin
- Antonia Rados (* 1953), österreichische Fernsehjournalistin
- Grietje Antonia Ragas-Breugem (* 1974), niederländische Moderatorin, Popsängerin und Model, siehe Tooske Ragas
- Antonia Reed (* 1972), US-amerikanische Rapperin, siehe Bahamadia
- Antonia Reininghaus (1954–2006), österreichische Schauspielerin
- Antonia von Romatowski (* 1976), deutsche Stimmenimitatorin, Schauspielerin und Komikerin
- Maria Antónia Texeira Rosa (* 1988), portugiesische Sängerin, siehe Mia Rose
- Antonia Rug (* 1996), deutsche Sängerin, Songwriterin und Musikproduzentin, siehe Novaa
- Josepha Maria Anna Antonia Nepomucena von Salm-Reifferscheidt-Bedburg (1731–1796), österreichische Äbtissin
- Antonia Samudio (* 2001), kolumbianische Tennisspielerin
- Antonia Santos (1782–1819), kolumbianische Freiheitskämpferin
- Antonia Schmale (* 1980), deutsche Fußballspielerin
- Antonia Schmitz (* 1984), Miss Germany 2005
- Antonija Šola (* 1979), kroatische Schauspielerin und Pop-Sängerin
- Antonia Thomas (* 1986), britische Schauspielerin
- Antonia Truppo (* 1977), italienische Schauspielerin
- Antonia Eugenia Vardalos (* 1962), griechisch-kanadische Schauspielerin, siehe Nia Vardalos
- Antonia Visconti (n. 1350 – 1405), Gräfin von Württemberg
- Antonia Vitz (* 1975), deutsche Autorin
- Antonia Wechs (1900–1956), deutsche Mundartdichterin, siehe Toni Gaßner-Wechs
- Antonia Wesseloh (* 1995), deutsches Model
- Antonia Wiedemann (* 1999), deutsche Theater- und Filmschauspielerin